# Marius Klumperbeek
Marius Klumperbeek, né le 7 août 1938 à Jakarta, est un rameur néerlandais. Il participe aux Jeux olympiques d'été de 1964 et remporte la médaille de bronze en participant à l'épreuve du quatre barré avec ses coéquipiers Lex Mullink, Jan van de Graaff, Bobbie van de Graaff et Freek van de Graaff.

## Palmarès

### Jeux olympiques
- Jeux olympiques de 1964 à Tokyo,  Japon
  -  Médaille de bronze (quatre barré).